# Emilio Gómez (tenista)
Emilio Gómez Estrada (Guayaquil, 28 de noviembre de 1991) es un tenista profesional de Ecuador, hijo del campeón del Roland Garros, Andrés Gómez.

## Carrera
Su clasificación más alta a nivel individual es el puesto N.º 90, alcanzado en febrero de 2023. A nivel de dobles alcanzó el puesto N.º 254 el 14 de septiembre de 2015.
Hasta el momento ha obtenido 4 títulos de individuales y 2 títulos de dobles de la categoría ATP Challenger Series.
En noviembre de 2009 ganó su primer título de la categoría ATP Challenger Tour. Con Julio César Campozano como pareja ganó el Challenger de Guayaquil disputado sobre pistas duras, a la pareja formada por el austríaco Andreas Haider-Maurer y el alemán Lars Pörschke por 62-7, 6-3, [10-8].
En el mes de julio de 2013 consiguió su segundo título en tierras colombianas, el Challenger de Medellín, junto a Roman Borvanov y derrotaron en la final a la pareja local formada por Nicolás Barrientos y Eduardo Struvay por 6-3, 7-6.4
Para el 2016, por medio de las clasificatorias, pudo acceder por primera vez al cuadro principal de un Masters 1000 en Canadá. En el torneo perdería en primera ronda  ante Lucas Pouille.  
En el mes de abril de 2019 consiguió su primer título individual en el Challenger de Tallahassee, FL. en Estados Unidos, venciendo en la final a Tommy Paul por 6-2, 6-2. 
El 24 de septiembre de 2020, Emilio Gómez ingresa por primera vez al cuadro principal del Roland Garros, ganando en la última fase previa para avanzar al cuadro principal a Dmitri Popkó por 2-6, 6-4, 7-6. Caería en un duro partido de primera ronda ante Lorenzo Sonego en cinco sets.
En el mes de mayo de 2021 consiguió su segundo título individual en el Challenger de Salinas II, Ecuador, venciendo en la final a Nicolás Jarry por 4-6, 7-6, 6-4. En octubre de ese mismo año gana su primer partido en un torneo de categoría Másters 1000 en Indian Wells, ingresando desde la fase de clasificación y venciendo a Facundo Bagnis por 6-3 y 6-1. Caería en la siguiente ronda frente a Pablo Carreño Busta por 1-6, 4-6.
En 2022 pasó las eliminatorias para el Abierto de Australia, jugando así su segundo Grand Slam, y en donde volvió a ser eliminado en primera ronda, esta vez por Marin Čilić en tres sets. En marzo clasificó al cuadro principal del Masters de Miami, en donde perdió en primera ronda con el japonés Yoshihito Nishioka por 2-6, 7-6, 1-6. Durante la temporada llegó a 6 finales de Challenger en individuales (ganó 2 y perdió 4), y en octubre alcanzó el ranking ATP (98°), siendo el quinto ecuatoriano en ingresar al top 100 y el primero después de 12 años sin ecuatorianos en la clasificación mundial.

### 2023: Primeros cuartos de final ATP
En el Torneo de Dallas derrotó a Gabriel Diallo y al cuarto cabeza de serie Miomir Kecmanovic para llegar a los cuartos de final, en donde caería ante el norteamericano John Isner. Antes del torneo había ganado solo tres partidos ATP. Como resultado de esas actuaciones, en febrero, llegaría al puesto 94 del ranking ATP.
En Delray Beach, continuó su buena forma, ganando su primer partido contra el clasificado Wu Tung-lin, aunque en la siguiente ronda perdería con el cabeza de serie n.º 1 Taylor Fritz.

### Copa Davis
Desde el año 2010 es participante del Equipo de Copa Davis de Ecuador. Tiene en esta competición un récord total de partidos ganados/perdidos de 17/15 (14/9 en individuales y 3/6 en dobles).
Fue parte del equipo ecuatoriano que disputó las Finales de la Copa Davis 2021 quedando eliminada en el Round Robin, Gómez perdió en un parejo partido ante Pablo Carreño Busta por 7-5, 3-6 y 6-7(5); y luego perdió ante Daniil Medvédev por 0-6 y 2-6.

## Títulos; 6 (4 + 2)
| Leyenda                     | Individuales | Dobles |
| --------------------------- | ------------ | ------ |
| Grand Slam                  | 0            | 0      |
| ATP World Tour Finals       | 0            | 0      |
| ATP World Tour Masters 1000 | 0            | 0      |
| ATP World Tour 500 Series   | 0            | 0      |
| ATP World Tour 250 Series   | 0            | 0      |
| ATP Challenger Tour         | 4            | 2      |

### Individuales
| N.º | Fecha               | Torneo                    | Superficie      | Rival                     | Resultado           |
| --- | ------------------- | ------------------------- | --------------- | ------------------------- | ------------------- |
| 1.  | 28 de abril de 2019 | Challenger de Tallahassee | Arcilla (verde) | Tommy Paul                | 6-2 6-2             |
| 2.  | 2 de mayo de 2021   | Challenger de Salinas     | Dura            | Nicolás Jarry             | 4-6, 7-6, 6-4       |
| 3.  | 9 de abril de 2022  | Challenger de Salinas     | Dura            | Nicolás Moreno de Alborán | 6-7(2), 7-6(4), 7-5 |
| 4.  | 31 de julio de 2022 | Challenger de Winnipeg    | Dura            | Alexis Galarneau          | 6-3, 7-6            |

### Finalista
| N.º | Fecha                    | Torneo                    | Superficie | Oponente en la final | Resultado     |
| --- | ------------------------ | ------------------------- | ---------- | -------------------- | ------------- |
| 1.  | 7 de abril de 2019       | Challenger de Monterrey   | Dura (i)   | Alexander Bublik     | 3–6, 2–6      |
| 2.  | 6 de junio de 2021       | Challenger de Little Rock | Dura       | Jack Sock            | 5-7, 4-6      |
| 3.  | 3 de julio de 2022       | Challenger de Málaga      | Dura       | Constant Lestienne   | 3-6, 7-5, 2-6 |
| 4.  | 7 de agosto de 2022      | Challenger de Lexington   | Dura       | Shang Juncheng       | 4-6, 4-6      |
| 5.  | 25 de septiembre de 2022 | Challenger de Columbus    | Dura       | Jordan Thompson      | 6–7(6–8), 2–6 |
| 6.  | 9 de octubre de 2022     | Challenger de Gwangju     | Dura       | Zsombor Piros        | 2–6, 4–6      |

### Dobles
| N.º | Fecha      | Torneo                  | Superficie    | Compañero             | Oponentes en la final               | Resultado         |
| --- | ---------- | ----------------------- | ------------- | --------------------- | ----------------------------------- | ----------------- |
| 1.  | 15.11.2009 | Challenger de Guayaquil | Dura          | Julio César Campozano | Andreas Haider-Maurer Lars Pörschke | 62-7, 6-3, [10-8] |
| 2.  | 28.07.2013 | Challenger de Medellín  | Tierra batida | Roman Borvanov        | Nicolás Barrientos Eduardo Struvay  | 6-3, 7-64         |

### Finalista
| N.º | Fecha      | Torneo                | Superficie | Compañero        | Oponentes en la final          | Resultado           |
| --- | ---------- | --------------------- | ---------- | ---------------- | ------------------------------ | ------------------- |
| 1.  | 21.02.2015 | Challenger de Morelos | Dura (i)   | Roberto Maytín   | Ruben Gonzales Darren Walsh    | 6–4, 3–6, [10–12]   |
| 2.  | 02.07.2022 | Challenger de Málaga  | Dura       | Daniel Cukierman | Altuğ Çelikbilek Dimitry Popko | 7-6(4), 4-6, [6-10] |